# Titkos Ilona

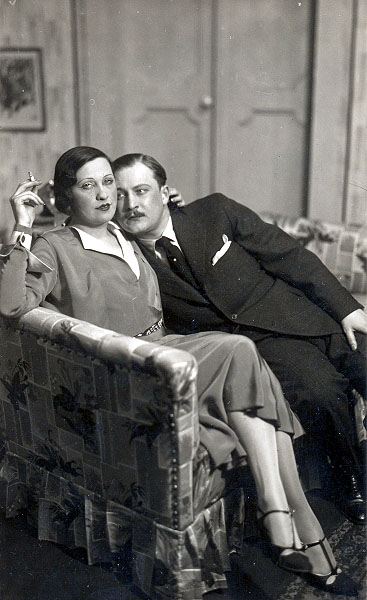
Halász Imre: Meddig fogsz szeretni? Belvárosi Színház, 1931. Titkos Ilona (Gitta), Delly Ferenc (András).

Ördögkuthi Titkos Ilona (Kolozsvár, 1898. május 21. – Budapest, 1963. május 22.) magyar színésznő, az 1920-as évek szépségideálja.

## Életpályája
Elszegényedett dzsentri család gyermeke, édesapja, ördögkuthy Titkos Árpád a kolozsvári Karolina Kórház főgépésze volt, édesanyja Szabó Mária. Kereskedelmi iskolába járt, majd Erdély román megszállásakor édesanyjával a fővárosba költözött. Itt tanulmányai mellett a Weiss Manfréd-féle hadikesztyűgyárban vállalt akkordmunkát. Az Országos Színészegyesület színiiskolájában 1919-ben szerzett diplomát, ezután Bárdos Artúr szerződtette a Belvárosi Színházhoz. 1920–21-ben az Andrássy úti Színház, 1921–22-ben és 1923–25-ben újból a Belvárosi Színház, 1922–23-ban és 1925–től 1930-ig a Magyar Színház művésze volt. 1930 és 1935 között a Vígszínházban, 1934–35-ben a Nemzeti Színházban, 1935–37-ben pedig ismét a Magyar Színházban játszott. Ezt egy szerződés nélkül időszak követte, míg végül 1942-ben a Madách Színházban láthatta a közönség. 1944 végén letartóztatták, azonban nemsokára szabadlábra helyezték. 1945-ben az Új Színházban szerepelt, majd 1945–47-ben Miskolcon foglalkoztatták, ezután 1948-ban a Magyar Színházhoz került. Bár 1947 és 1959 között a Nemzeti Színház tagja volt, ám nem kapott szerepet, ezért Mészöly Tibor a Miskolci Nemzeti Színházhoz hívta, ahol 1955–től 1957-ig játszott. 1959-ben vonult nyugdíjba.
Sírja a Farkasréti temetőben található 43/2, N/A, 1, 108

## Jelentősebb szerepei
- Shaw: Warrenné mestersége - Warrenné
- Shaw: Pygmalion - Pearce-né
- García Lorca: Vérnász - Halál
- García Lorca: Bernarda Alba háza - Prudencia
- Molnár Ferenc: Játék a kastélyban - Annie
- Verneuil: Masa pénzt keres - Masa
- Bíró Lajos: Mariska vagy a házasságkötés iskolája - Mariska
- František Langer: Külváros - Anna
- Visnyevszkij: Feledhetetlen 1919 - Mme. Butkevics

## Filmjei
- Európa nem válaszol (1941) – Gloria King
- Külvárosi legenda (1957)
- Csigalépcső (1958)
- Fapados szerelem (1959)